# 小行星19783
小行星19783（19783 Antoniromanya）是一颗绕太阳运转的小行星，为主小行星带小行星。该小行星于2000年8月27日发现。

## 轨道参数
小行星19783的轨道半长轴为3.0553929 UA，离心率为0.154。